# جون شميت (مجدف)
جون شميت (بالإنجليزية: John Schmitt)‏ هو مجدف أمريكي، ولد في 23 ديسمبر 1901 في فيلادلفيا في الولايات المتحدة، وتوفي في 13 يونيو 1991 في لارغو في الولايات المتحدة.

## وصلات خارجية
- جون شميت على موقع الاتحاد الدولي للتجديف (الإنجليزية)
- جون شميت على موقع اللجنة الأولمبية الدولية (الإنجليزية)
- جون شميت على موقع أوليمبيديا (الإنجليزية)